# 197
| 197                |
| ------------------ |
| Dødsfald - Fødsler |
| • Begivenheder     |

| Gregoriansk kalender | 197 CXCVII              |
| Ab urbe condita      | 950                     |
| Armensk kalender     | I/T                     |
| Kinesiske kalender   | 2893 – 2894 丙子 – 丁丑 |
| Etiopisk kalender    | 189 – 190               |
| Jødisk kalender      | 3957 – 3958             |
| Hindukalendere       |                         |
| - Vikram Samvat      | 252 – 253               |
| - Shaka Samvat       | 119 – 120               |
| - Kali Yuga          | 3298 – 3299             |
| Iransk kalender      | 425 BP – 424 BP         |
| Islamisk kalender    | 438 BH – 437 BH         |

Se også 197 (tal)

## Begivenheder
- 19. februar - ved Slaget ved Lugdunum sejrer den romerske kejser Septimius Severus over rivaliserende romerske styrker og bliver derved den eneste kejser af Romerriget

## Dødsfald
- Clodius Albinus, romersk kejser